# Rodrigueshibiskus
Rodgrigueshibiskus (Hibiscus liliflorus) är en art i familjen malvaväxter från öarna i sydvästra Indiska oceanen.